# David Gillick
David Gillick (* 9. Juli 1983 in Dublin, Irland) ist ein ehemaliger irischer Sprinter, der sich auf die 400-Meter-Strecke spezialisiert hatte und dort auch mit einer Bestzeit von 44,77 s (4. Juli 2009 in Madrid) den irischen Landesrekord hält.

## Karriere
Anfang des Jahres 2007 lief Gillick bei einem Hallen-Meeting in Düsseldorf über die 400 Meter eine Zeit von 45,91 s, mit welcher er den bisherigen Landesrekord von Paul McKee einstellte. Im März 2007 konnte er mit einem weiteren Landesrekord von 45,52 s erfolgreich den Hallen-Europameister-Titel verteidigen.
Am 4. Juli 2009 gewann Gillick das Meeting in Madrid, das zur IAAF World Athletics Tour 2009 gehört, mit einer Zeit von 44,77 s und stellte somit neuen irischen Landesrekord auf.

## Statistiken

### Bestzeiten
Nachweis: 
Freiluft
| Disziplin | Zeit (s)   | Wind (m/s) | Datum         | Ort                |
| --------- | ---------- | ---------- | ------------- | ------------------ |
| 200 m     | 21,21      | 1,8        | 23. Apr. 2005 | Uni Champs, Dublin |
| 300 m     | 33,44      | -          | 18. Mai 2008  | Loughborough       |
| 400 m     | 44,77 (NR) | -          | 4. Juli 2009  | Madrid             |

Halle
| Disziplin | Zeit (s)   | Wind (m/s) | Datum         | Ort             |
| --------- | ---------- | ---------- | ------------- | --------------- |
| 200 m     | 21,36      | -          | 12. Feb. 2006 | Sheffield (NM)  |
| 400 m     | 45,52 (NR) | -          | 3. März 2007  | Birmingham (EM) |